# 血液検査

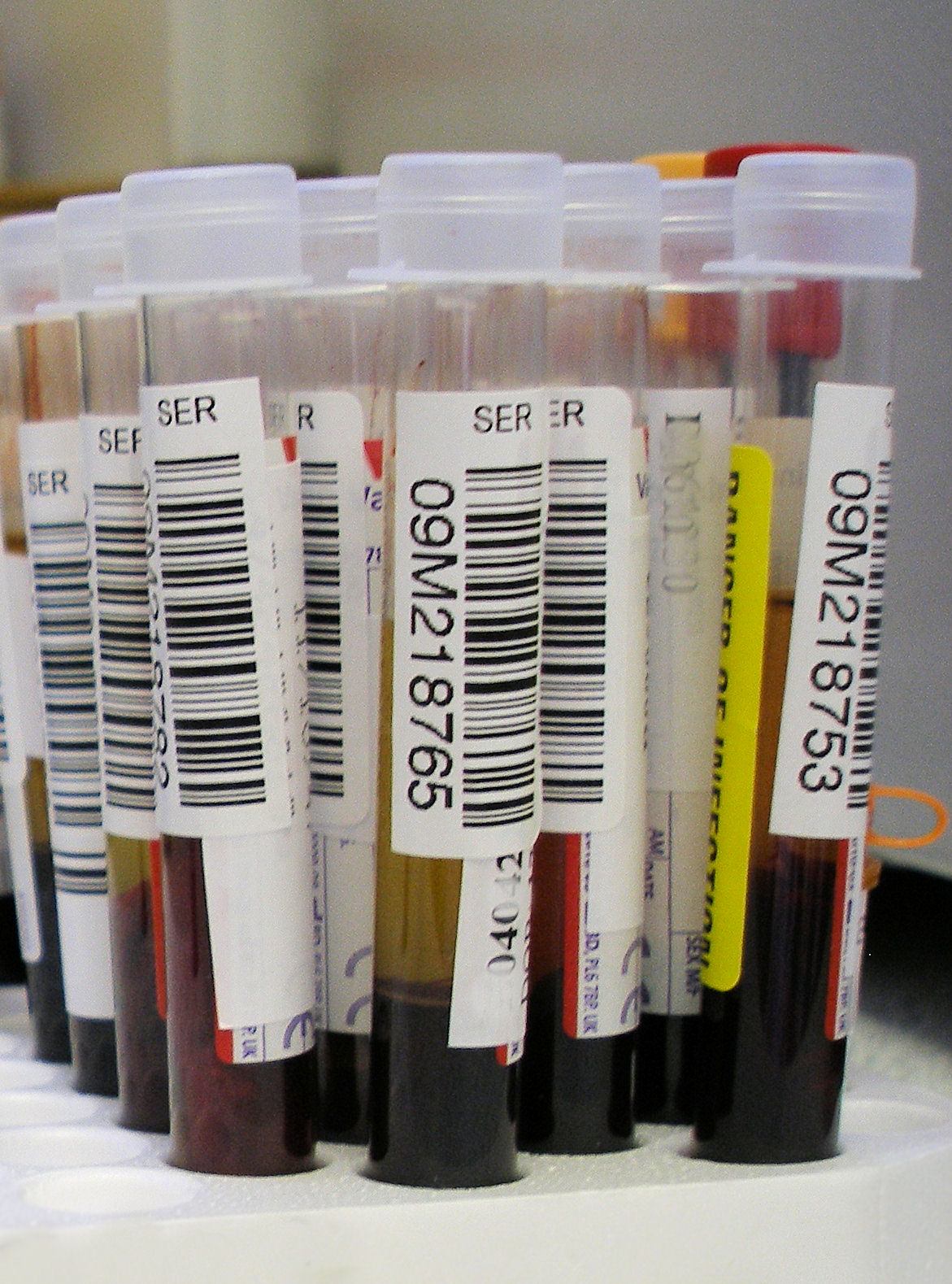
血液検査のためにラベルを張って分類されている容器

血液検査（けつえきけんさ）は、採血法によって得られた血液を利用して病状などを調べる臨床検査である。主に臨床検査技師が担当する。

## 血液学的検査

### 血球計算
下記の項目を一括して依頼する場合、全血球計算（全血算、CBC）と称される。
- 赤血球数検査 - 貧血・多血症の存在と種類などを見る。
- 白血球数検査 - 感染症・白血病などで増多し、骨髄抑制などで減少する。
- 血小板数検査 - 出血傾向の有無などの判定に凝固検査と共に用いられる。
- ヘモグロビン量検査 - 貧血・多血症の指標として用いられる。

### 白血球分画
細菌感染は好中球数の増多が多い。

### 末梢血塗抹
白血病は腫瘍細胞がみられることがある。

## 凝固・線溶系検査
- 出血時間
- プロトロンビン時間（=PT）
- 活性化部分トロンボプラスチン時間（=APTT）
- トロンビン時間（=TT）
- ヘパプラスチンテスト（=HPT）

## 生化学検査
- AST（=GOT）
- ALT（=GPT）
- ALP
- ZTT（硫酸亜鉛混濁試験、zinc sulfate turbidity test）
- TTT（チモール混濁試験、thymol turbidity test）

ZTT、TTTはいずれも血清膠質反応で、血清に蛋白変性試薬を加えた時の混濁や沈殿の生成を測定する。血清アルブミンの減少とγ-グロブリンの増加を反映し、肝疾患などで高値を示す。平成28年（2016年）度の診療報酬改定で削除され、経過措置の後、平成30年（2018年）4月1日以降は診療報酬算定ができない。

## 免疫学的検査
- 免疫グロブリン定量（IgG, IgA, IgM, IgE）
- 免疫蛋白電気泳動
- 抗核抗体、CA-RF、SS-1、Jo-1などの自己抗体

## 内分泌代謝系検査
- 副腎皮質刺激ホルモン（ACTH）
- インスリン
- NTx

## 関連文献
- 高橋和広「血液検査からどこまで病気がわかるか」『化学と教育』第65巻第6号、日本化学会、2017年、294-295頁、doi:10.20665/kakyoshi.65.6_294。